# ماتسوشیما ۶۶۰۷
سیارک ۶۶۰۷ (به انگلیسی: 6607 Matsushima، نامگذاری:1991UL2) شش هزار و ششصد و هفتمین سیارک کشف شده‌است که در ۲۹ اکتبر ۱۹۹۱ کشف شد.
قدر مطلق سیارک برابر ۱۲٫۵۰ است.